# ودي
الودي هو سائل ثقيل يخرج بعد البول، أو بعد الجماع التعسفي وهو أبيض ثخين يشبه البول في الثخانة ويخالفه في الكدورة ولا رائحة له وحكمه في الإسلام أنه نجس ويأخذ أحكام البول من حيث النجاسة والتطهير منه إلا أن هذا المورد محط اختلاف بين المذاهب الإسلامية فالمذهب الشيعي يرى طهارته بعد الاستنجاء (الخرطات التسع).